# August Fager
Pour les articles homonymes, voir Fager.
August Oliver « Gus » Fager précédemment Fagerström (né le 25 décembre 1891 à Perniö en Finlande alors sous domination russe et mort en novembre 1967 à Lake Worth) est un athlète américain d'origine finlandaise spécialiste du cross. Affilié au Finnish-American Athletic Club, il mesure 1,78 m pour 61 kg.

## Biographie

### Palmarès
| Date | Compétition           | Lieu  | Résultat | Épreuve          | Performance   |
| ---- | --------------------- | ----- | -------- | ---------------- | ------------- |
| 1924 | Jeux olympiques d'été | Paris | 8e       | Cross individuel | 37 min 40 s 3 |
| 1924 | Jeux olympiques d'été | Paris | 2e       | Cross par équipe | 14 pts        |